# Jeffrey Walker
Jeffrey Walker é baixista e vocalista de Liverpool, Inglaterra. Ele é conhecido pelo seu trabalho com a banda de grindcore/death metal Carcass.
Após o fim do Carcass em 1995, formou a banda Blackstar com alguns ex-companheiros. Walker tocou baixo em shows do Brujeria sob o nome de "El Cynico". Ele também apareceu algumas vezes como artista convidado em álbuns de vários, incluindo The Code Is Red...Long Live the Code do Napalm Death.
Em 2004 Jeff Walker foi um dos convidados especias para cantar em algumas músicas do álbum Utopia Sadistica da banda To Separate the Flesh from the Bones com o pseudônimo de  "J. Offalmangle".
Em 2006 criou um projeto solo de Country/Rock/Metal chamado Jeff Walker Und Die Fluffers que conta com a participação de vários convidados.
No ano de 2013 em atividade com o Carcass, Walker grava o álbum Surgical Steel (2013). Em 2021 grava Torn Arteries. No início de 2025 sai com a banda em uma tour pela Europa intitulada Rigor Mortis Europa.

## Discografia
com Carcass
- Reek of Putrefaction (1988)
- Symphonies of Sickness (1989)
- Necroticism - Descanting the Insalubrious (1991)
- Heartwork (1993)
- Swansong (1996)
- Surgical Steel (2013)
- Torn Arteries (2021)

com o Blackstar
- Barbed Wire Soul  (1997)
- X (1998)

Solo
- Welcome to Carcass Cuntry  (2006)